# Simplex (Automobilhersteller)
Simplex war ein französischer Hersteller von Automobilen.

## Unternehmensgeschichte
Das Unternehmen begann 1920 mit der Produktion von Automobilen. Der Markenname lautete Simplex. 1921 endete die Produktion.

## Fahrzeuge
Das einzige Modell war mit einem Einzylindermotor mit 735 cm³ Hubraum ausgestattet. Spezielle Gegengewichte sollten Vibrationen des Motors vermeiden. Ungewöhnlich für die damalige Zeit war die Verwendung von Vorderradbremsen. Die Tourenwagenkarosserie bot Platz für fünf Personen.